# Warut Wongdee
Warut Wongdee (thailändisch วรุตม์ วงศ์ดี, * 29. März 1986) ist ein thailändischer Fußballspieler.

## Karriere
Warut Wongdee stand bis Ende 2013 beim Erstligisten TOT SC in der thailändischen Hauptstadt Bangkok unter Vertrag. Mit TOT absolvierte er 17 Spiele in der Thai Premier League. 2014 wechselte er zum Ligakonkurrenten Ratchaburi Mitr Phol. Für den Verein aus Ratchaburi spielte er neunmal in der ersten Liga. Nach Vertragsende wechselte er zum Krabi FC. Mit dem Verein aus Krabi spielte er in der zweiten thailändischen Liga, der Thai Premier League Division 1. Nach einer Saison verließ er Krabi und wechselte nach Khon Kaen. Hier schloss er sich dem Drittligisten Khon Kaen FC an. Mit dem Klub wurde er am Ende der Saison Meister der Thai League 3 in der Upper Region. Die Hinserie 2018 spielte er beim Samut Sakhon FC in Samut Sakhon, die Rückserie stand er für den Sisaket FC aus  Sisaket auf dem Spielfeld. 2019 verpflichtete ihn der Drittligist Lamphun Warrior FC aus Lamphun. Für Lamphun absolvierte er bis Ende Juni 2020 elf Drittligaspiele. Am 1. Juli 2020 unterschrieb er einen Vertrag beim Zweitligisten Uthai Thani FC in Uthai Thani. Für Uthai Thani spielte er einmal in der zweiten Liga. Ende 2020 wurde sein Vertrag nicht verlängert. Vom 1. Januar 2021 bis Mitte des Jahres war Wongdee vertrags- und vereinslos. Zu Beginn der Saison 2021/22 nahm ihn der Zweitligist Udon Thani FC unter Vertrag. Mit dem Verein aus Udon Thani spielte er 32-mal in der zweiten Liga. Im Juni 2022 wechselte er in die dritte Liga. Hier unterschrieb er einen Vertrag bei Pattaya Dolphins United. Mit dem Verein aus dem Seebad Pattaya spielte er in der Eastern Region der Liga. Am Ende der Saison 2022/23 wurde er mit Pattaya Meister der Region. In den Aufstiegsspielen zur zweiten Liga konnte man sich jedoch nicht durchsetzen. Da dem MH Nakhonsi City FC die Zweitligalizenz verweigert wurde, stieg Pattaya als Gesamtvierter der dritten Liga in die zweite Liga auf.

## Erfolge
Khon Kaen FC
Thai League 3 – Upper: 2017  ▲
Pattaya Dolphins United
- Thai League 3 – East: 2022/23  ▲